# Atelopus podocarpus
Atelopus podocarpus is een kikker uit de familie padden (Bufonidae) en het geslacht klompvoetkikkers (Atelopus). De soort werd voor het eerst wetenschappelijk beschreven door Luis Aurelio Coloma, William Edward Duellman, Ana Almendáriz, Santiago R. Ron, Andrea Terán-Valdez en Juan M. Guayasamin in 2010. Omdat de soort pas sinds recentelijk is beschreven wordt de kikker in veel literatuur nog niet vermeld.
Atelopus podocarpus leeft in delen van Zuid-Amerika en komt voor in de landen Ecuador en Peru.